# Tipula antilope
Tipula antilope är en tvåvingeart som beskrevs av Günther Theischinger 1977. Tipula antilope ingår i släktet Tipula och familjen storharkrankar. Inga underarter finns listade i Catalogue of Life.